# بيلي براون (محامي)
بيلي براون (بالإنجليزية: Bailey Brown)‏ هو قاضي وضابط ومحامي أمريكي، ولد في 16 يونيو 1917 في ممفيس في الولايات المتحدة، وتوفي بنفس المكان في 6 أكتوبر 2004.